# À cause de l’automne
Az À cause de l'automne (Magyarul: Az ősz miatt) az első kislemez a francia énekesnő, Alizée 5 című albumáról. A kislemez először Alizée hivatalos website-ján jelent meg 2012. június 28-án 17:00-kor. 2012. július 4-én hivatalosan is kereskedelmi forgalomba került, elérhetővé vált a francia iTunes-on és a francia Amazon.fr-n. Más letöltési oldalakon július 6-án jelent meg. A dalhoz kétféle klip készült, melyek közül a hivatalos változat 2012 decemberében jelent meg Alizée hivatalos VEVO-ján. A dal első élő előadása az RFM rádió stúdiójában volt, 2012. december 21-én.

## Megjelenés és háttér
A kislemez hivatalosan 2012. július 4-én jelent meg, pontosan 12 évvel Alizée első dalának, a Moi… Lolita megjelenése napján. Legelőször 2012. június 28-án volt hallható az énekesnő hivatalos weboldalán.
A kislemezhez két borító készült, az első 2012 nyarán jelent meg, a második pedig a hivatalos klip megjelenése napján. Az első borítón Alizée egy szép, pánt nélküli ruhát visel (ez szerepelt az À cause de l'automne eredeti klipjében is), vad hajviselettel. A második borító a klipből van: Alizée fehér ruhát és póthajat visel, miközben őszi falevelek hullanak rá.

## A klip
Az első videóklipet 2012. július 15-én forgatták, Korzikán, melynek rendezője Laurent Darmon volt. Szeptember 18-án kiszivárgott, s a PS3 VidZone levetítette a klipet. Szeptember 19-én a Jive Epic bejelentette Twitteren, hogy ez nem az À cause de l'automne „hivatalos” videóklipje, valamint hogy az új videó október végén jelenik majd meg. Ezután a Jive Epic és a Sony Music Entertainment igyekezett minden videómegosztó oldalról eltávolítani a fájlt.
Október közepén a Sony bejelentette, hogy a második videót november elején forgatják, de a tényleges forgatásra hamarabb, október 30-án történt Párizsban. Az új klip rendezője Arnaud Delord volt, a producer Léo Hinstin, a sminkfelelős pedig Alizée egyik közeli barátja, Bilitis Poirier. December 4-én két teaser jelent meg a kliphez kapcsolódóan. A videót december 6-án tervezték megjelentetni, de egy nappal korábban, 2012. december 5-én jelent meg az AlizeeVEVO csatornán, YouTube-on – de csak Franciaországban, egészen 2013 elejéig.
A második videót egy párizsi stúdióban forgatták, s érezhető rajta a James Bond filmek hatása. A klip egy pár szakításáról szól, s ezek a jelenetek váltakoznak azokkal, melyekben Alizée az avarban ül és énekel, miközben falevelek hullanak rá.

## Fogadtatás
A dal pozitív fogadtatásban részesült mind a hallgatók, mind pedig a különböző rádióállomások website-jai által. A dalt a magyar Rádió Eger is gyakran játszotta.

## Kompozíció
Az dal eredetileg angol nyelven íródott és a Never again címet viselte, melyet a brit zeneszerző, Pete Russell írt. Mielőtt publikálták volna, a DVB Music felajánlotta az énekesnőnek, a Sony Music Entertainment pedig elfogadta azt Alizée számára. Thomas Boulard átírta a szövegét franciára az új címmel, de megtartották az eredeti zenét. A megjelenése után sokan tévesen azt hitték, hogy a szöveget Jean-Jacques Goldman írta.

## Listák
| Chart (2012)                                | Peak Position |
| ------------------------------------------- | ------------- |
| Francia kislemez lista                      | 131           |
| Francia nemzetközi kislemez letöltési lista | 1             |
| Orosz rádiójátszások                        | 43            |